# Special Olympics Vietnam
Special Olympics Vietnam ist ein Verband von Special Olympics International mit Sitz in Hanoi. Er bietet geistig beeinträchtigten Kindern, Jugendlichen und Erwachsenen die Ausübung verschiedener Sportarten über das ganze Jahr hindurch an und betreut auch die vietnamesische Delegation bei nationalen und internationalen Special Olympics Wettbewerben. Ziel des Verbandes ist es, seinen Athleten die Möglichkeit zu geben, körperlich fit zu sein, ihren Mut zu demonstrieren und Freude zu erleben, indem sie ihre Fähigkeiten zeigen können.  

## Geschichte
Der Verband Special Olympics Vietnam wurde 2006 gegründet; er wird von General Ngo Tien Dung geleitet. Im Verband sind 3710 Athletinnen und Athleten und 257 Coaches registriert (Stand 2015).

## Aktivitäten
Special Olympics Vietnam bietet folgende Sportarten an: Badminton, Boccia, Fußball, Judo, Leichtathletik,  Schwimmen und Tischtennis. Außerdem nimmt der Verband an dem Programm Young Athletes von Special Olympics International teil.

### Teilnahme an vergangenen Weltspielen
- 2013 Special Olympics World Winter Games, PyeongChang, Südkorea (1 Athlet auf besondere Einladung und mit finanzieller Unterstützung von Special Olympics Korea[2])
- 2015 Special Olympics World Summer Games, Los Angeles, USA (8 Athletinnen und Athleten)[1]
- 2019 Special Olympics, World Summer Games, Abu Dhabi (4 Athletinnen und Athleten)[3]

### Teilnahme an den Special Olympics World Summer Games 2023 in Berlin
Der Verband Special Olympics Vietnam nahm an den Special Olympics World Summer Games 2023 in Berlin teil. Im Rahmen des Host Town Program wurde die Delegation von Pforzheim betreut und bestand aus 16 Personen. Das Team gewann bei diesen Weltspielen je eine Gold-, Silber- und Bronzemedaille.